# Saison 2016 de l'équipe cycliste Canyon-SRAM Racing
La Saison 2016 de l'équipe Canyon-SRAM Racing est la quinzième de la formation si on considère que la structure remonte à la T-Mobile de 2002. En effet, l'équipe connait des changements organisationnels : Ronny Lauke déjà directeur sportif depuis 2008, en devient également directeur général à la place de  Kristy Scrymgeour. Au niveau du recrutement, la championne italienne Elena Cecchini ainsi que les Américaines   Hannah Barnes et  Alexis Ryan rejoignent l'équipe, tandis que Karol-Ann Canuel, Élise Delzenne, Loren Rowney et Tayler Wiles la quittent.
Trixi Worrack remporte le Tour du Qatar, avant de subir une grave chute lors du Trofeo Alfredo Binda. Elena Cecchini s'impose sur le Tour de Thuringe. L'équipe obtient également de bons résultats sur les championnats nationaux avec les deux titres en Allemagne et la course en ligne en Italie et Grande-Bretagne. Tiffany Cromwell rapporte le seul succès sur les épreuves World Tour avec une étape du Tour d'Italie. La saison marque néanmoins la fin de la domination de la formation dans les contre-la-montre par équipes. Elle est battue à la fois à l'Open de Suède Vårgårda et aux championnats du monde. L'équipe est cinquième du classement UCI et quatrième du World Tour.

## Préparation de la saison

### Partenaires et matériel de l'équipe

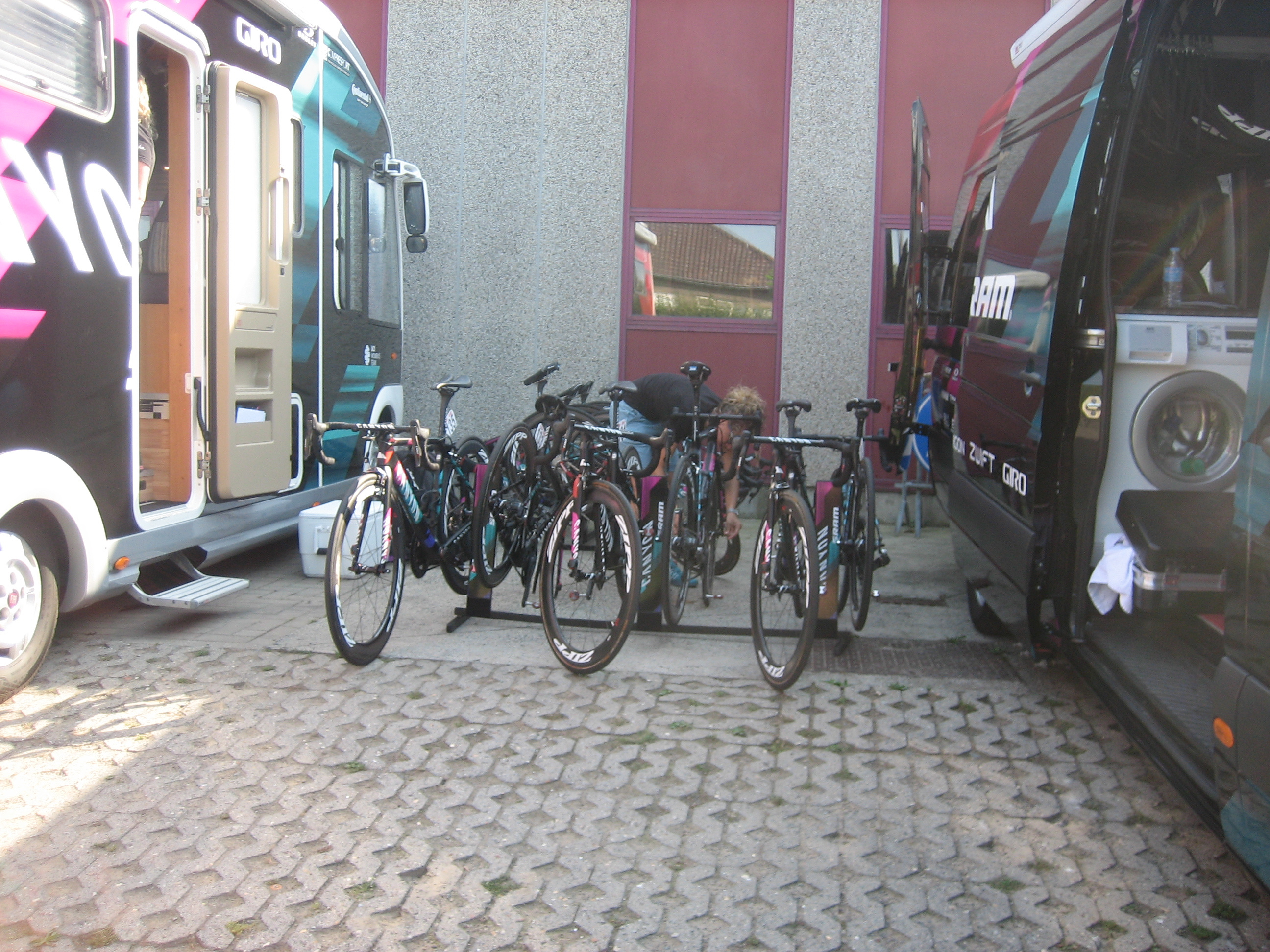
Vélos de l'équipe

La structure de l'équipe change. Alors qu'en 2015, la société gérant l'équipe est Velocio Sports et est dirigée par  Kristy Scrymgeour, en 2016, c'est la société allemande Lauke Pro Radsport GmbH dirigée par Ronny Lauke qui occupe cette fonction. Toutefois, six des neuf coureuses de l'année précédente sont conservées, l'encadrement est le même et la plupart des partenaires sont identiques à l'année précédente.
Le partenaire principal de l'équipe est la marque de cycles Canyon. Le groupe équipant les vélos est fourni par SRAM. Les casques sont de la marque Giro, les lunettes Oakley, les roues Zipp, les pédales des Speedplay, les pneus des Continental. Les entreprises suivantes sont aussi partenaires : Ergon, Zwift, Boa Technology, Wahoo, Quarq, Multipower, Morgan Blue, Solestar, Action Wipes, First Endurance, SVL Sports.

### Arrivées et départs

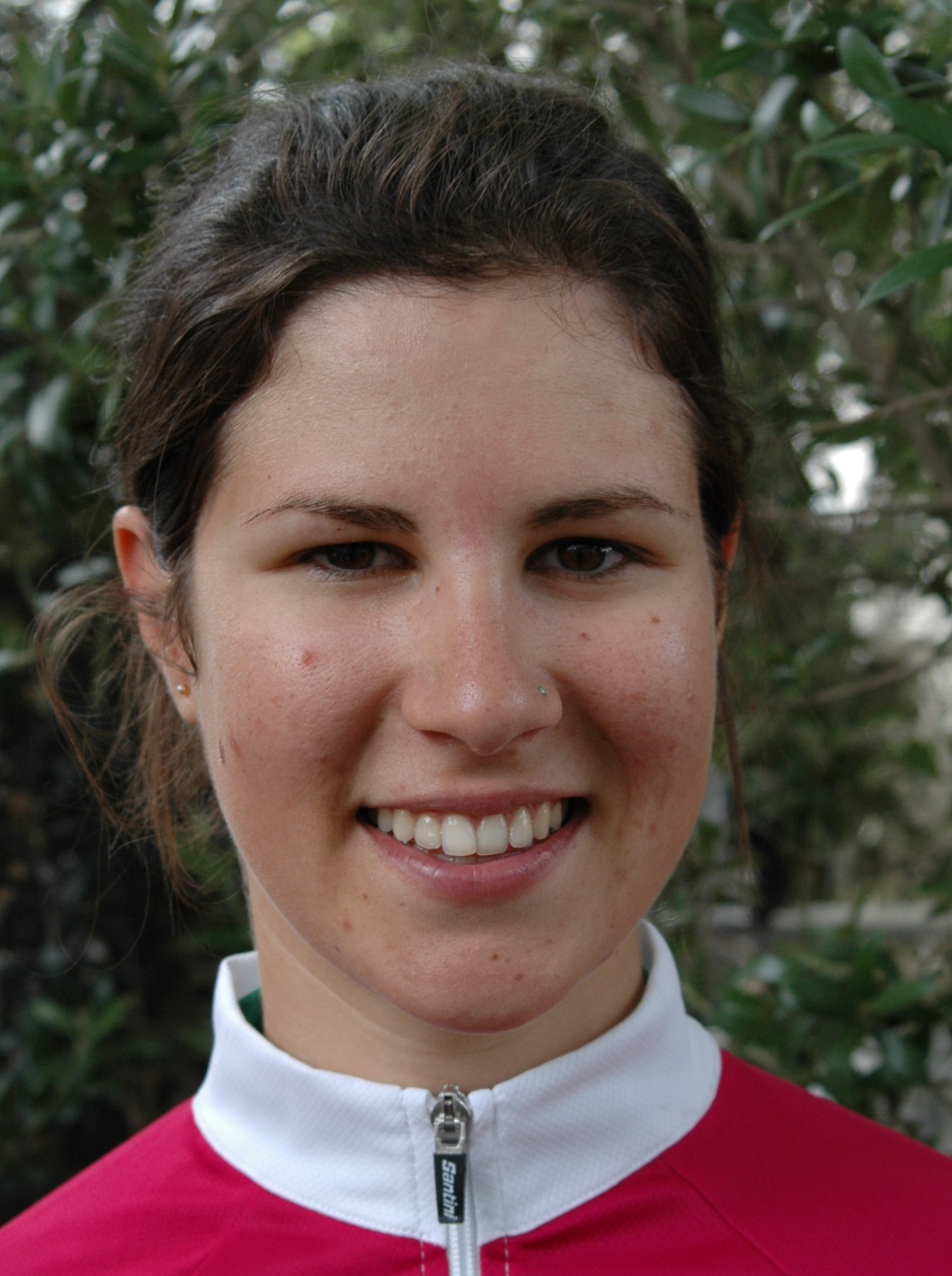
Elena Cecchini est la principale recrue

La principale recrue est la championne italienne sur route Elena Cecchini. Elle sort d'une saison 2015, où elle a fait preuve de beaucoup de régularité et terminé onzième de la Coupe du monde. Les deux autres nouveaux membres de l'équipe viennent de la formation UnitedHealthcare et sont américaines. Il s'agit de la sprinteuse Hannah Barnes, vainqueur notamment d'une étape de The Women's Tour l'année précédente et de la jeune Alexis Ryan.
Au niveau des départs, la coureuse de course à étapes Karol-Ann Canuel rejoint l'équipe Boels Dolmans. L'ancienne championne de France Élise Delzenne quitte également l'équipe. La baroudeuse Loren Rowney rejoint l'équipe Orica-AIS, tout comme la spécialiste du contre-la-montre et vainqueur du Tour de l'Ardèche Tayler Wiles.
| Arrivées       | Équipe 2015         |
| -------------- | ------------------- |
| Hannah Barnes  | UnitedHealthcare    |
| Elena Cecchini | Lotto Soudal Ladies |
| Alexis Ryan    | UnitedHealthcare    |

| Départs          | Équipe 2016         |
| ---------------- | ------------------- |
| Karol-Ann Canuel | Boels Dolmans       |
| Élise Delzenne   | Lotto Soudal Ladies |
| Loren Rowney     | Orica-AIS           |
| Tayler Wiles     | Orica-AIS           |

## Effectif et encadrement

### Effectif
| Cycliste          | Date de naissance | Nationalité | Équipe 2015         |  |
| ----------------- | ----------------- | ----------- | ------------------- |  |
| Alena Amialiusik  | 6 février 1989    | Biélorussie | Velocio-SRAM        |  |
| Hannah Barnes     | 4 mai 1993        | Royaume-Uni | UnitedHealthcare    |  |
| Lisa Brennauer    | 8 juin 1988       | Allemagne   | Velocio-SRAM        |  |
| Elena Cecchini    | 25 mai 1992       | Italie      | Lotto Soudal Ladies |  |
| Tiffany Cromwell  | 6 juillet 1988    | Australie   | Velocio-SRAM        |  |
| Barbara Guarischi | 10 février 1990   | Italie      | Velocio-SRAM        |  |
| Mieke Kröger      | 18 juillet 1993   | Allemagne   | Velocio-SRAM        |  |
| Alexis Ryan       | 18 août 1994      | États-Unis  | UnitedHealthcare    |  |
| Trixi Worrack     | 28 septembre 1981 | Allemagne   | Velocio-SRAM        |  |

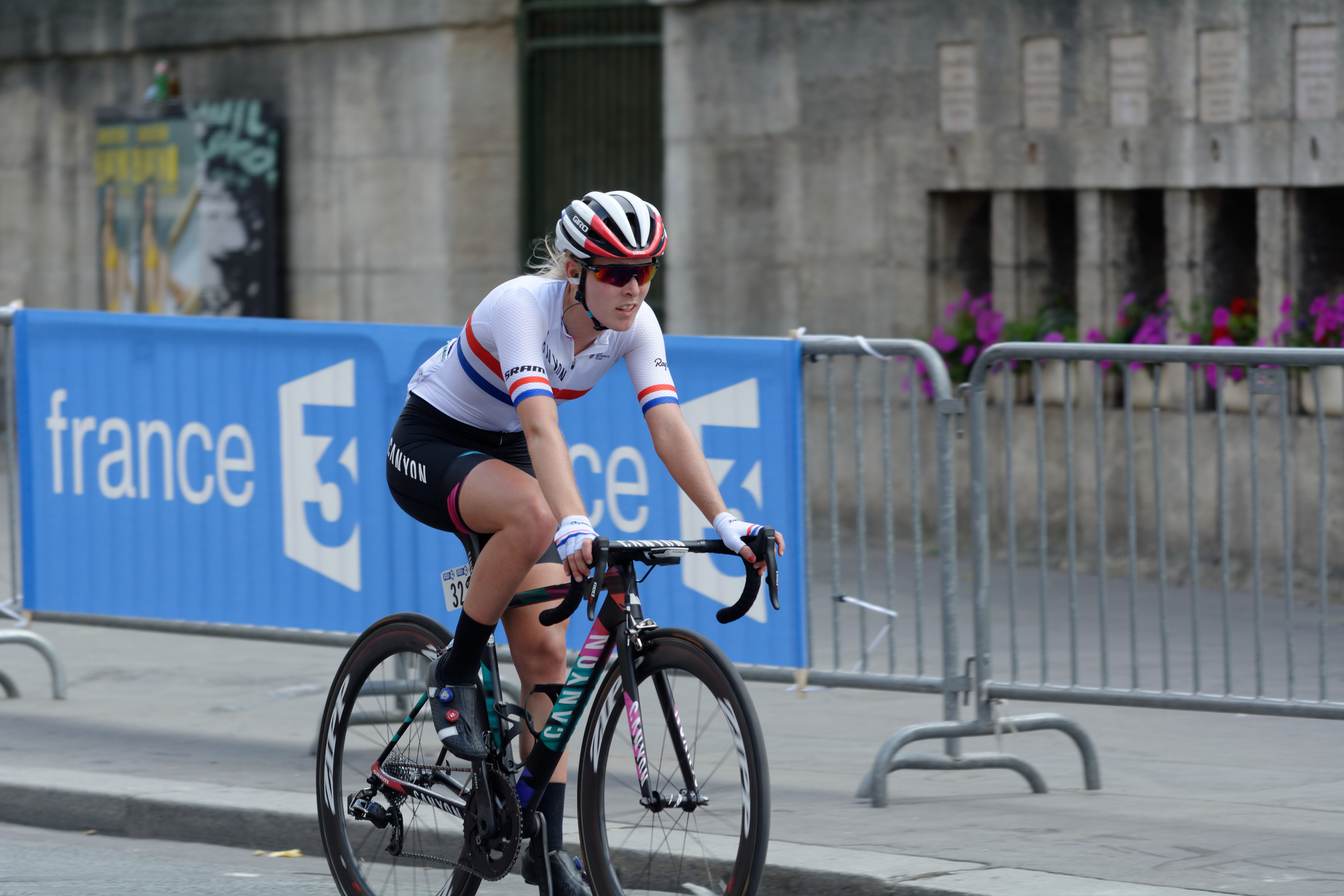
Hannah Barnes
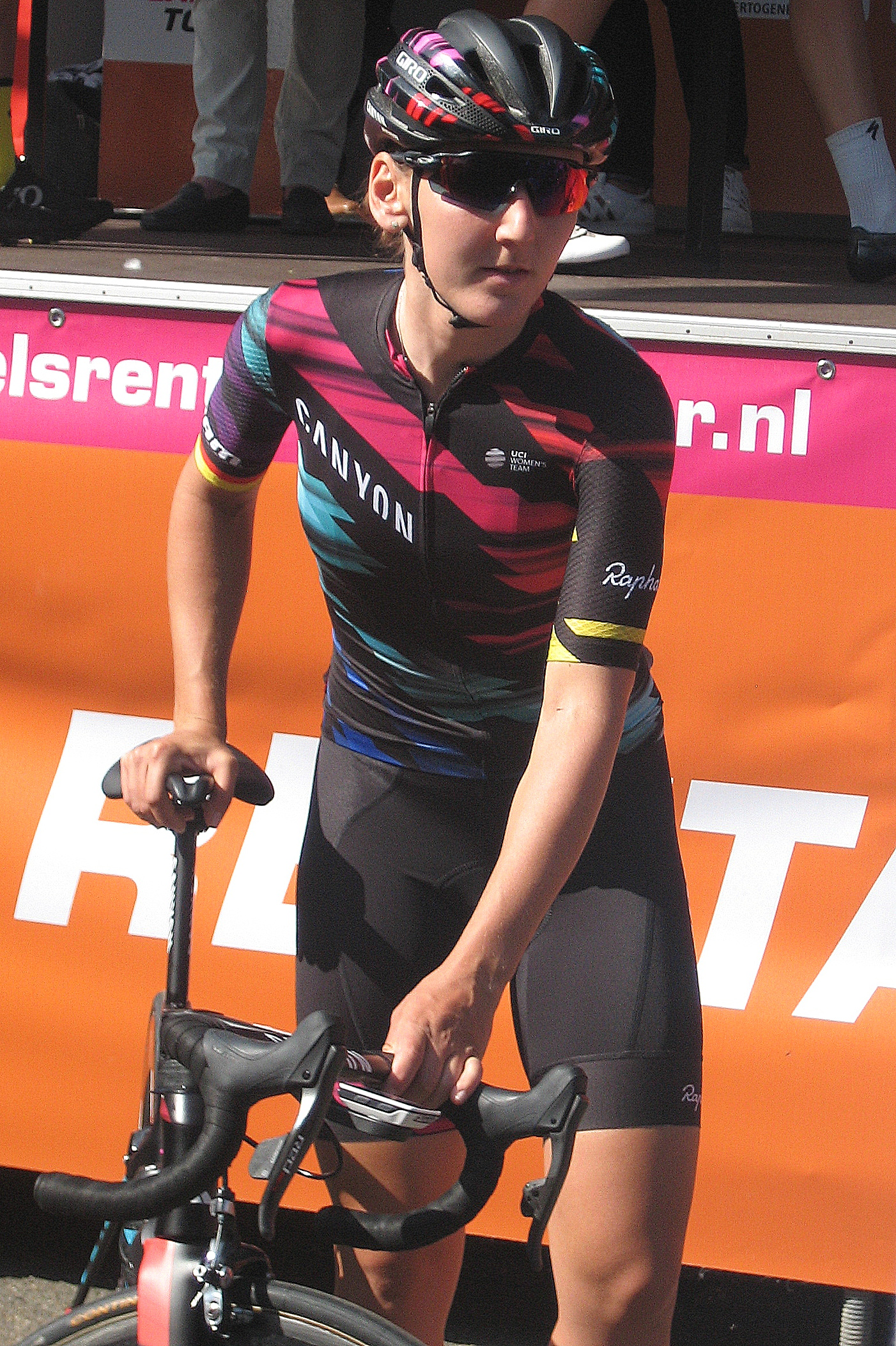
Lisa Brennauer
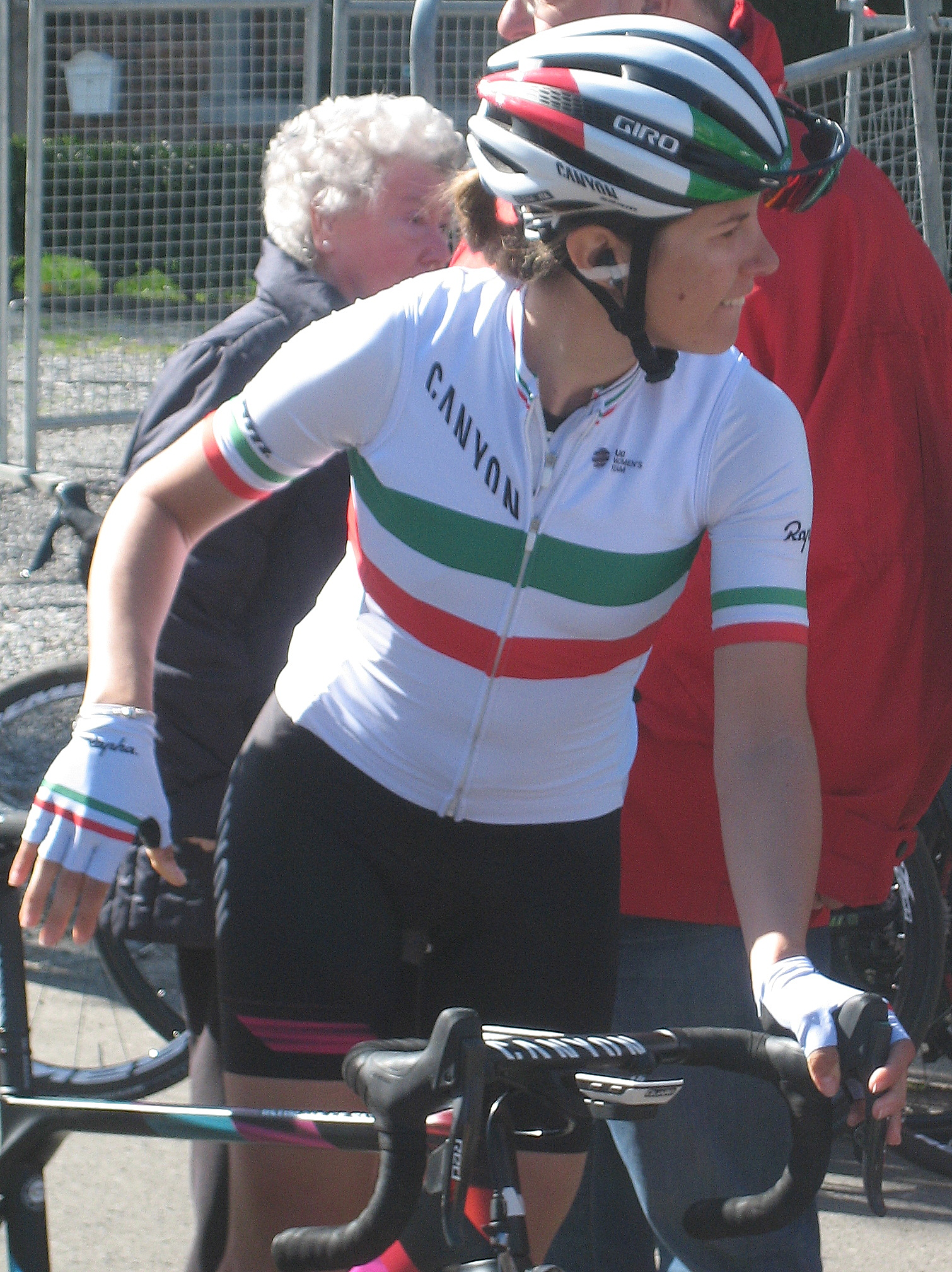
Elena Cecchini
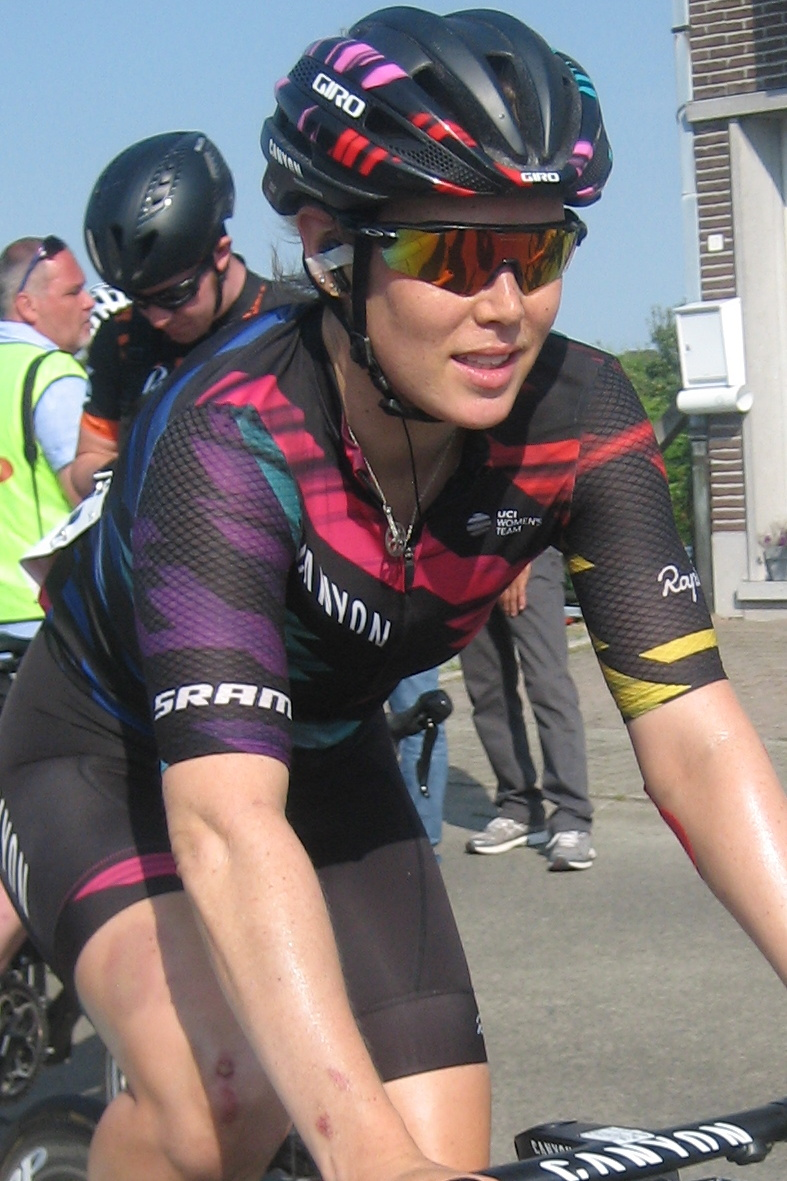
Tiffany Cromwell
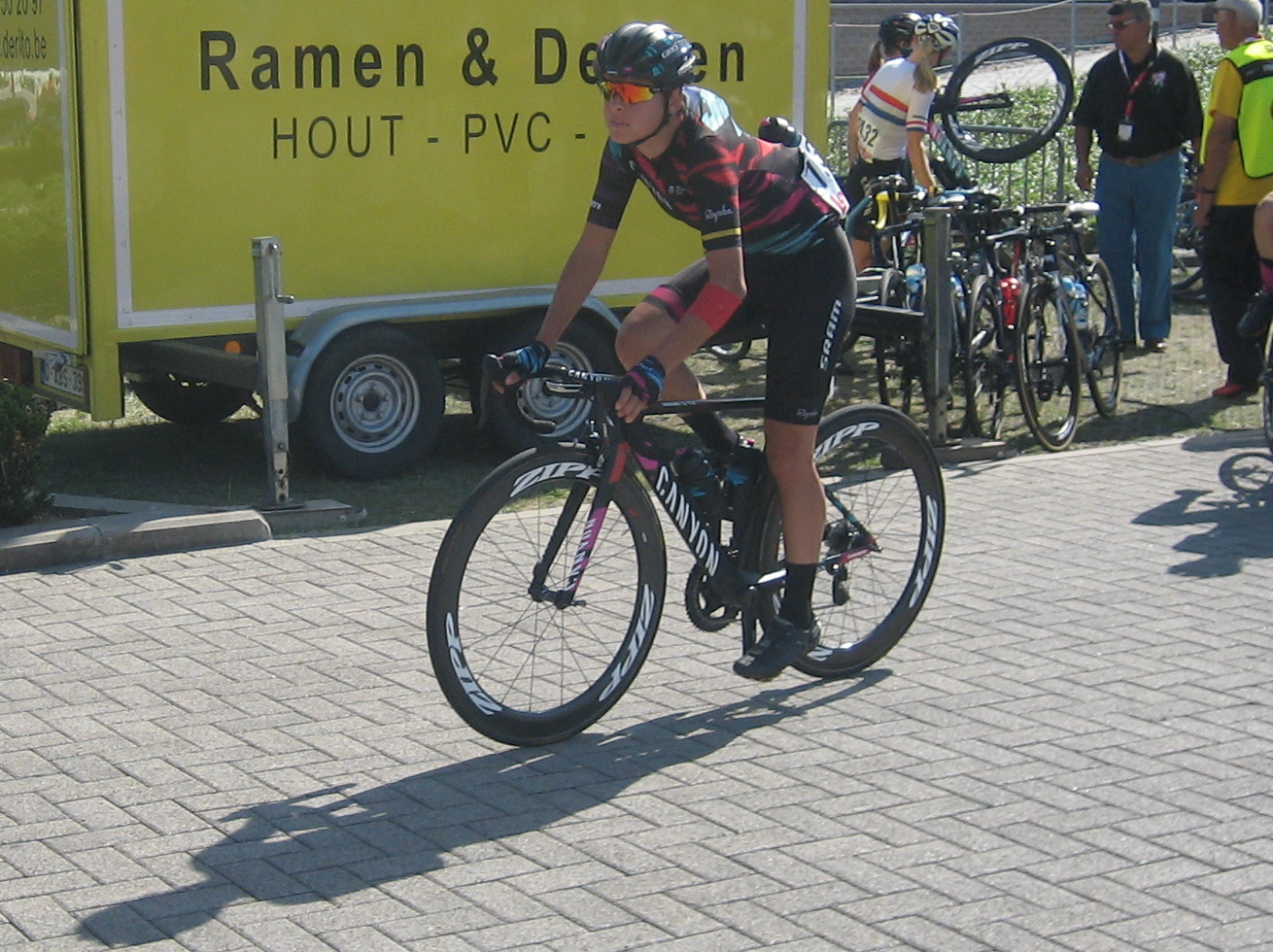
Barbara Guarischi
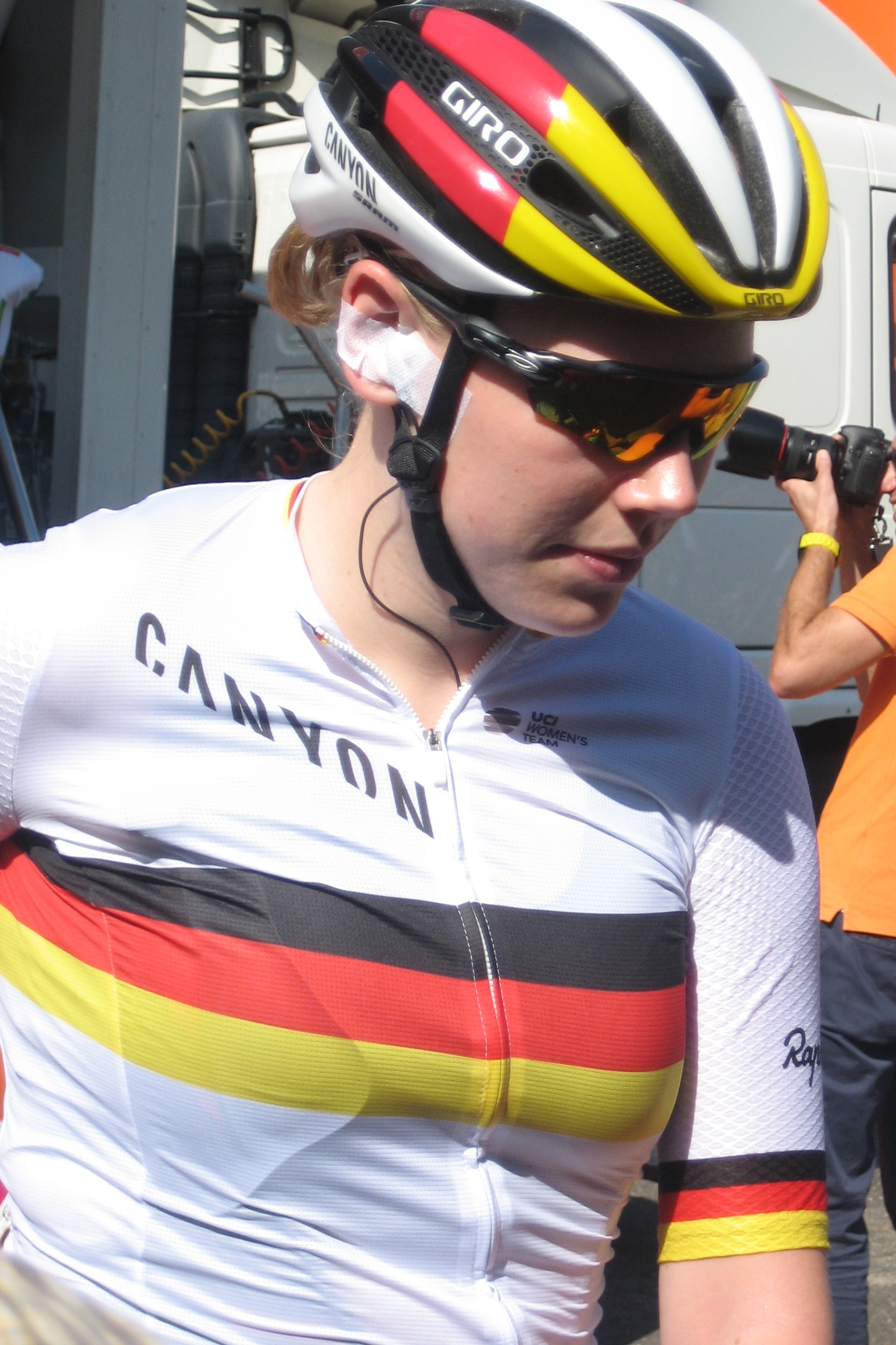
Mieke Kröger
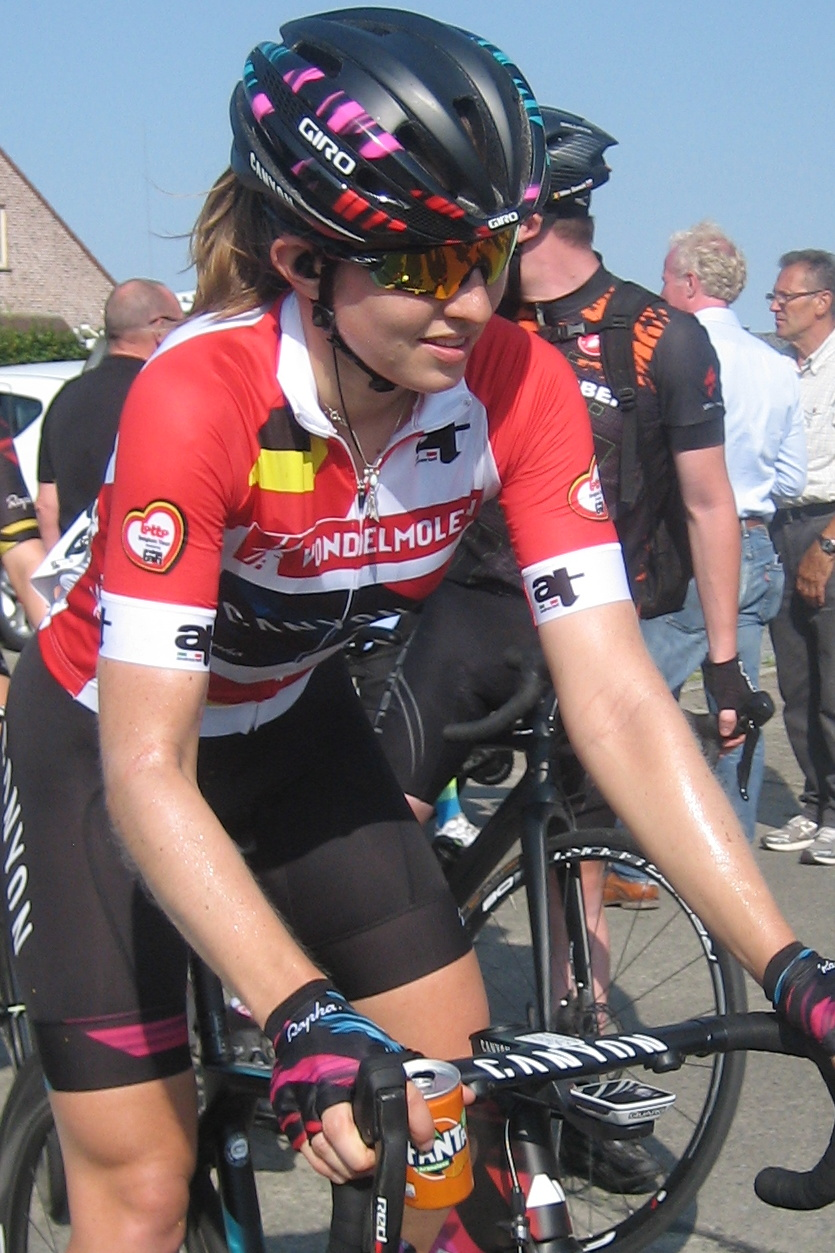
Alexis Ryan
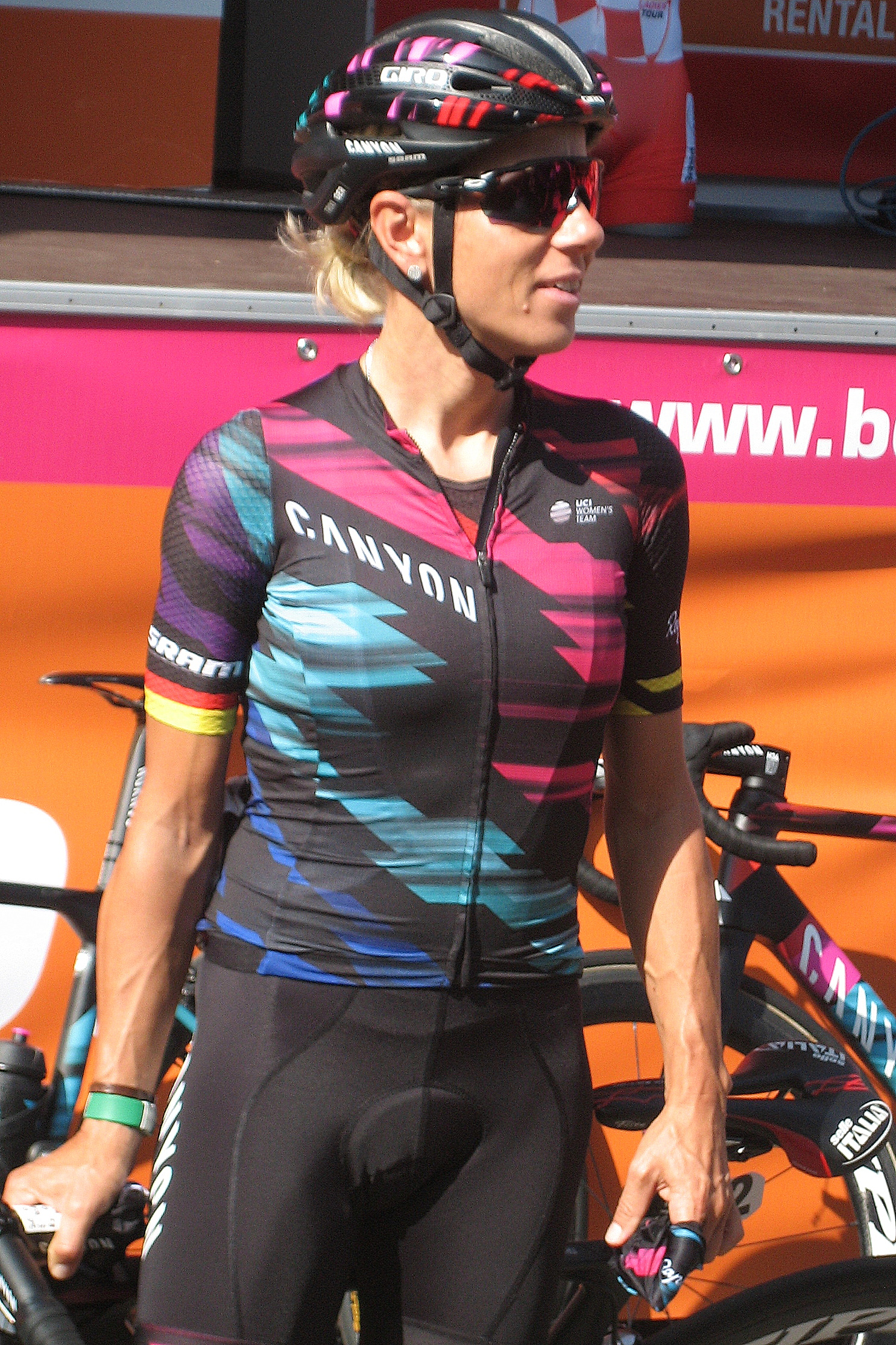
Trixi Worrack

### Encadrement
En 2016, Ronny Lauke, directeur sportif de l'équipe depuis 2008, devient directeur général. Kristy Scrymgeour ne fait plus partie de l'organigramme. Le reste de l'encadrement reste similaire à l'année précédente avec Beth Duryea qui joue le rôle de directrice sportive adjoint. Lars Schiffner est soigneur. Goretti Font Mas rejoint l'équipe et est physiothérapeute. Sebastian Nittke en est le mécanicien.

## Déroulement de la saison

### Février
La saison sur route commence au Tour du Qatar. Après une première étape où Barbara Guarischi se classe huitième, l'équipe prend l'échappée de vingt-cinq coureuses durant la deuxième étape. Trixi Worrack fait partie du groupe de quatre coureuses se détachant à trois kilomètres de la ligne qui arrive avec près d'une minute d'avance sur ses poursuivantes. Trixi Worrack est deuxième de l'étape et remonte à la deuxième place du classement général. Le lendemain, une bordure se déclenche dès le premier kilomètre. Trixi Worrack, Tiffany Cromwell et Lisa Brennauer sont dans ce groupe de treize athlètes où n'est pas présente la leader du classement général Katrin Garfoot. Trixi Worrack s'empare donc au terme de la journée du maillot jaune. La dernière étape se concluant par un sprint, l'Allemande gagne l'épreuve 2016.
Au circuit Het Nieuwsblad, Tiffany Cromwell se classe deuxième du sprint du peloton derrière Chantal Blaak. Lizzie Armitstead s'imposant en solitaire, elle est donc troisième.

### Mars
Au Tour de Drenthe, Chantal Blaak accélère dans le dernier secteur pavé situé à soixante-et-un kilomètres de l'arrivée. Elle est suivie par Gracie Elvin, Anna van der Breggen et Trixi Worrack. Les quatre coureuses se disputent la victoire et Chantaal Blaak se montre la plus rapide. Trixi Worrack est troisième. Le lendemain, au Drentse 8, Tiffany Cromwell et Alexis Ryan font partie de l'échappée de treize coureuses qui se détachent dans le mont VAM. Au sprint, l'Australienne se classe quatrième. Au Trofeo Alfredo Binda-Comune di Cittiglio, à vingt-cinq kilomètres de l'arrivée, dans la montée vers Orino, un groupe de huit coureuses se détache. Il est composé d'Elizabeth Armitstead, Megan Guarnier, Anna van der Breggen, Katarzyna Niewiadoma, Emma Johansson, Annemiek van Vleuten , Alena Amialiusik et Jolanda Neff. Il prend rapidement un avantage de plus d'une minute sur ses poursuivantes. Jolanda Neff attaque ensuite à Cuvio. Dans l'ultime ascension vers Orino, Elizabeth Armitstead attaque à son tour. Tiffany Cromwell tente de revenir sur le groupe de tête sans succès. Au sprint, Alena Amialiusik se classe cinquième. Durant la course, Trixi Worrack chute lourdement et doit subir une intervention chirurgicale d'urgence sur son rein gauche. À Gand-Wevelgem, Lisa Brennauer tente en vain de suivre l'attaque de Chantal Blaak avec Emma Johansson et Annemiek van Vleuten. Elle gagne le sprint du peloton et termine ainsi deuxième de la course.

### Avril
Au Tour des Flandres, l'équipe ne parvient pas à suivre la sélection décisive dans le  Kanarieberg. Lisa Brennauer se classe dix-septième. Sur l'Energiewacht Tour, l'équipe se classe deuxième du contre-la-montre par équipes inaugural. Le lendemain, un groupe de douze favorites prend plus trois minutes d'avance sur le peloton. Lisa Brennauer est devancée par Chantal Blaak au sprint et termine donc deuxième. Barbara Guarischi est troisième du sprint massif du secteur a de la quatrième étape. L'après-midi, Lisa Brennauer se classe troisième du contre-la-montre quarante-sept secondes derrière Ellen van Dijk. Elle se replace à la troisième place du classement général. Elle est deuxième le lendemain du sprint massif derrière Kisten Wild. Elle finit l'épreuve à la troisième place, une seconde derrière Annemiek van Vleuten. Elle s'adjuge également le classement par points.
À la Flèche wallonne, sept athlètes se détachent dans la côte de Cherave : Anna van der  Breggen, Katarzyna Niewiadoma, Evelyn Stevens, Megan Guarnier, Elisa Longo Borghini, Katrin Garfoot et  Alena Amialiusik. La Biélorusse se classe finalement sixième,.

### Mai
Au Tour de Californie, Alena Amialiusik ne parvient pas à suivre les meilleures dans le finale de la première étape. Le lendemain, la formation Canyon-SRAM termine cinquième du contre-la-montre par équipes. Alena Amialiusik est sixième du sprint de la troisième étape. Sur la dernière étape, Lisa Brennauer se fait devancée au sprint par Kirsten Wild et est tout près de sauver une semaine décevante. Alena Amialiusik est douzième du classement général de l'épreuve.

### Juin
À la Philadelphia Cycling Classic, la course se décide dans la dernière ascension du mur de Manayunk. Megan Guarnier mène la montée. Elisa Longo Borghini et Alena Amialiusik sont les seules à parvenir à suivre dans un premier temps avant de devoir céder face à la championne américaine à environ cent cinquante mètres de l'arrivée. La Biélorusse finit troisième, Elena Cecchini est huitième.
Au Women's Tour, Lisa Brennauer prend la deuxième place du sprint massif de la deuxième étape, battue par Amy Pieters. Elle est neuvième de l'étape suivante, puis cinquième de la quatrième étape. Sur l'ultime étape, Elena Cecchini fait partie de l'échappée qui se dispute la victoire. Elle est troisième du sprint, devancée par Lotta Lepistö et Marta Bastianelli. Lisa Brennauer, huitième du classement général le soir de la quatrième étape, doit abandonner sur la dernière étape.
Au championnat d'Allemagne sur route, Trixi Worrack revient à la compétition en juin. Elle remporte le titre de championne d'Allemagne du contre-la-montre à la surprise générale. Sur la course en ligne, Mieke Kröger part en échappée avec Romy Kasper dans le final. Elle s'isole à trois kilomètres de l'arrivée et gagne donc seule. Derrière, Lisa Brennauer règle le peloton et est donc deuxième. Hannah Barnes gagne au sprint le championnat de Grande-Bretagne sur route. Au championnat d'Italie sur route, Elisa Longo Borghini attaque à une vingtaine de kilomètres de la ligne. Derrière un groupe de poursuite de six coureuses s'organise. Il est constitué de : Elena Cecchini, Tatiana Guderzo, Rossella Ratto, Soraya Paladin, Anna Zita Maria Stricker, Giorgia Bronzini et Maria Giulia Confalonieri. À dix kilomètres de l'arrivée, Elisa Longo Borghini est reprise et Elena Cecchini contre immédiatement. Elle s'impose en solitaire pour la troisième année consécutive.

### Juillet
Au Tour d'Italie, Tiffany Cromwell finit sixième du prologue. La victoire de la troisième étape se dispute au sprint. Barbara Guarischi se classe cinquième. Le lendemain, dans un nouveau sprint massif, l'équipe emmène parfaitement Tiffany Cromwell qui remporte l'étape,.
Sur le Tour de Thuringe, Lisa Brennauer est deuxième au sprint de la première étape derrière Marianne Vos. Barbara Guarischi est cinquième, Hannah Barnes sixième,. Le lendemain, Elena Cecchini est septième,. Sur la troisième étape, une première échappée constituée d'Alexis Ryan et de Coryn Rivera part après le premier prix de la montagne. Elles se font cependant rapidement reprendre par le peloton. Lisa Brennauer et Esra Tromp tentent chacune leur tour leur chance par la suite sans plus de succès. Au sprint, Lisa Brennauer se classe quatrième. Au niveau anecdote, Trixi Worrack franchit son 10 000e kilomètres sur le Tour de Thuringe en dix-sept éditions,. Sur le contre-la-montre long de 19 km, Lisa Brennauer termine quatrième mais concède quarante-trois secondes à Ellen van Dijk. Elle est alors sixième du classement général. Dans le sprint massif de la cinquième étape, Elena Cecchini se classe deuxième et Lisa Brennauer sixième. Le lendemain, le profil particulièrement difficile de l'étape produit pourtant une sélection dans le peloton qui se présente au pied de la principale ascension de la journée fort de seulement seize coureuses. Dans celle-ci, Amanda Spratt et Elena Cecchini attaquent et distancent leurs poursuivantes. Leur coopération est bonne et elles passent la ligne d'arrivée avec plus de quatre minutes d'avance. Elle se départage au sprint et comme la veille Elena Cecchini doit se contenter de la deuxième place. Elle se console avec maillot jaune. La dernière étape n'apporte pas de changement au classement général. Elena Cecchini remporte donc le Tour de Thuringe. Lisa Brennauer est huitième et meilleure Allemande.

### Août
Aux Jeux olympiques de Rio, quatre coureuses de la formation prennent le départ de la course en ligne avec leurs sélections respectives : Lisa Brennauer (Allemagne), Trixi Worrack (Allemagne), Elena Cecchini (Italie), Alena Amialiusik (Biélorussie). Cette dernière se classe treizième. Sur le contre-la-montre, Lisa Brennauer prend la huitième, Alena Amialiusik la onzième et Trixi Worrack la seizième place.
Sur le contre-la-montre par équipes de l'Open de Suède Vårgårda, la formation termine seulement quatrième.
Lors de la course en ligne, un groupe de neuf coureuses avec les principales équipes représentées part à mi-course. Il est constitué de : Emilia Fahlin, Amy Pieters, Chantal Blaak, Lotta Lepistö, Maria Giulia Confalonieri, Hannah Barnes, Amanda Spratt , Julia Soek et Shara Gillow. Même si l'avance de cette échappée ne dépasse jamais deux minutes, la poursuite ne s'organisant pas, elle se dispute la victoire. Emilia Fahlin anticipe le sprint et s'impose seule. Derrière Hannah Barnes est sixième.

### Septembre

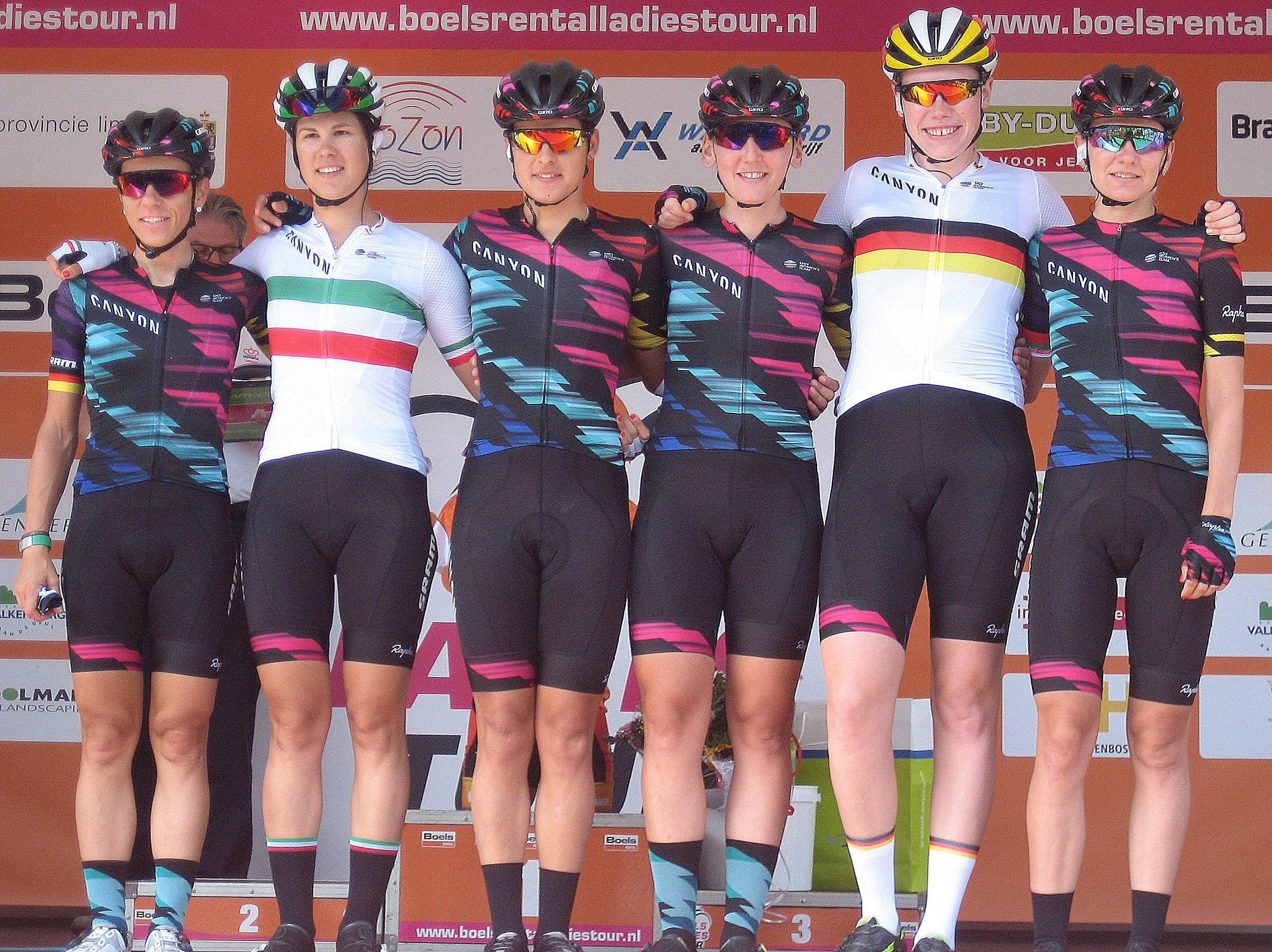
Équipe au Boels Ladies Tour (de gauche à droite : Trixi Worrack, Elena Cecchini, Barbara Guarischi, Lisa Brennauer, Mieke Kröger, Alena Amialiusik)

Au Boels Ladies Tour, Barbara Guarischi est troisième du sprint de la première étape. Lors du contre-la-montre par équipes, la formation se classe deuxième, trente-trois secondes derrière l'équipe Boels Dolmans. Alena Amialiusik est cinquième de la difficile troisième étape et remonte à la quatrième place du classement général. Barbara Guarischi est sixième de la quatrième étape. Lisa Brennauer se montre la plus rapide au sprint le lendemain. Lors de la dernière étape qui se déroule à Fauquemont et monte plusieurs fois le Cauberg, Alena Amialiusik se classe troisième derrière Katarzyna Niewiadoma et Ellen van Dijk. Cela lui permet de monter sur le podium de l'épreuve. Lisa Brennauer est huitième.
Mi-septembre, Alena Amialiusik participe aux championnats d'Europe sur route. Sur la course en ligne, elle se préserve pour le final. Dans la dernière ascension de la côte de Cadoudal, elle suit l'accélération de Katarzyna Niewiadoma avec Anna van der Breggen, Elisa Longo Borghini et Rasa Leleivytė. Elle se classe quatrième au sprint.

### Octobre
Aux championnats du monde, la formation Canyon-SRAM est battue pour la première fois sur le contre-la-montre par équipes. Malgré un départ plus rapide, la formation Boels Dolmans réalise un meilleur temps. Canyon-SRAM obtient néanmoins la médaille d'argent. La composition de l'équipe est : Alena Amialiusik, Hannah Barnes, Lisa Brennauer, Elena Cecchini, Mieke Kröger et Trixi Worrack. Sur le contre-la-montre individuel, Lisa Brennauer s'élance l'avant-dernière mais ne parvient pas à rivaliser avec les meilleures. Elle est sixième. Trixi Worrack, partie dans les premières, est septième, Alena Amialiusik dixième, Hannah Barnes quatorzième, Elena Cecchini quinzième. Sur l'épreuve en ligne, Barbara Guarischi et Tiffany Cromwell prennent également le départ. La mieux classée est Lisa Brennauer à la douzième place.

## Bilan de la saison
La saison de l'équipe est en demi teinte. La médaille d'argent aux championnats du monde de contre-la-montre par équipes est une satisfaction. Les championnats nationaux également avec quatre titres. Toutefois, l'équipe n'a gagné qu'une étape du Tour d'Italie sur les épreuves World Tour. La chute de Trixi Worrack alors qu'elle était en grande forme est assurément un tournant dans la saison,.
Cette saison marque la fin de la domination de la formation dans les contre-la-montres par équipes.

### Victoires

#### Sur route
| Date        | Course                                       | Pays      | Classe | Vainqueur         |
| ----------- | -------------------------------------------- | --------- | ------ | ----------------- |
| 24 avril    | Circuit de Borsele                           | Pays-Bas  | 1.1    | Barbara Guarischi |
| 28 avril    | 1re étape du Gracia Orlova                   | Tchéquie  | 2.2    | Alena Amialiusik  |
| 24 juin     | Championnats d'Allemagne du contre-la-montre | Allemagne | CN     | Trixi Worrack     |
| 26 juin     | Championnats d'Allemagne sur route           | Allemagne | CN     | Mieke Kröger      |
| 26 juin     | Championnats de Grande-Bretagne sur route    | Allemagne | CN     | Hannah Barnes     |
| 26 juin     | Championnats d'Italie sur route              | Italie    | CN     | Elena Cecchini    |
| 5 juillet   | 4e étape du Tour d'Italie                    | Italie    | 2.WWT  | Tiffany Cromwell  |
| 21 juillet  | Tour de Thuringe                             | Allemagne | 2.1    | Elena Cecchini    |
| 3 septembre | 5e étape du Boels Ladies Tour                | Pays-Bas  | 2.1    | Lisa Brennauer    |

#### Sur piste
| Date        | Course                                            | Pays   | Classe | Vainqueur      |
| ----------- | ------------------------------------------------- | ------ | ------ | -------------- |
| 30 décembre | Championnats d'Italie de la poursuite par équipes | Italie | CN     | Elena Cecchini |

### Résultats sur les courses majeures

#### World Tour
| Date         | #  | Course                                   | Pays            | Meilleure classée  | Classement |
| ------------ | -- | ---------------------------------------- | --------------- | ------------------ | ---------- |
| 5 mars       | 1  | Strade Bianche                           | Italie          | Tiffany Cromwell   | 20e        |
| 12 mars      | 2  | Tour de Drenthe                          | Pays-Bas        | Trixi Worrack      | 3e         |
| 20 mars      | 3  | Trofeo Alfredo Binda-Comune di Cittiglio | Italie          | Alena Amialiusik   | 5e         |
| 27 mars      | 4  | Gand-Wevelgem                            | Belgique        | Lisa Brennauer     | 2e         |
| 3 avril      | 5  | Tour des Flandres                        | Belgique        | Lisa Brennauer     | 17e        |
| 20 avril     | 6  | Flèche wallonne                          | Belgique        | Alena Amialiusik   | 6e         |
| 6-8 mai      | 7  | Tour de l'île de Chongming               | Chine           | -                  | -          |
| 19-22 mai    | 8  | Tour de Californie                       | États-Unis      | Alena Amialiusik   | 12e        |
| 5 juin       | 9  | Philadelphia Cycling Classic             | États-Unis      | Alena Amialiusik   | 3e         |
| 15-19 juin   | 10 | The Women's Tour                         | Grande-Bretagne | Tiffany Cromwell   | 16e        |
| 1-10 juillet | 11 | Tour d'Italie                            | Italie          | Alena Amialiusik   | 9e         |
| 24 juillet   | 12 | La course by Le Tour de France           | France          | Tiffany Cromwell   | 7e         |
| 6-8 mai      | 13 | RideLondon-Classique                     | Grande-Bretagne | Hannah Barnes      | 9e         |
| 19 août      | 14 | Open de Suède Vårgårda TTT               | Suède           | Canyon-SRAM Racing | 4e         |
| 21 août      | 15 | Open de Suède Vårgårda                   | Suède           | Hannah Barnes      | 6e         |
| 27 août      | 16 | Grand Prix de Plouay                     | France          | Alena Amialiusik   | 10e        |
| 11 septembre | 17 | La Madrid Challenge by La Vuelta         | Espagne         | -                  | -          |

Au classement par équipes, la formation est quatrième. Sur le plan individuel, Alena Amialiusik est douzième.

#### Grand tour
| Grand tour            | Tour d'Italie         |
| --------------------- | --------------------- |
| Coureuse (classement) | Alena Amialiusik (9e) |
| Accessits             | 1 victoire d'étape    |

## Classement mondial
| Rang | Coureuse          | Points |
| ---- | ----------------- | ------ |
| 18   | Lisa Brennauer    | 552,75 |
| 21   | Alena Amialiusik  | 522,75 |
| 23   | Elena Cecchini    | 465,25 |
| 46   | Tiffany Cromwell  | 282,5  |
| 50   | Trixi Worrack     | 258    |
| 62   | Barbara Guarischi | 193    |
| 88   | Hannah Barnes     | 124,5  |
| 226  | Alexis Ryan       | 23,25  |
| 287  | Mieke Kröger      | 13     |

Canyon-SRAM est cinquième au classement par équipes.